# Picotet de Temminck
El picotet de Temminck (Picumnus temminckii) és una espècie d'ocell de la família dels pícids (Picidae) que habita boscos i garrigues de les terres baixes del sud-est del Brasil.

## Taxonomia i sistemàtica
El piculet de coll ocre és monotípic. Tanmateix, la taxonomia de l'espècie i la del gènere Picnumnus en general són incertes. El piculet de coll ocre està estretament relacionat amb el piculet de barra blanca (P. cirratus) i el piculet ocel·lat (P. dorbignyanus) i de vegades aquestes espècies tenen estat tractat com a sinònim. Sovint hibridas amb el piculet de barra blanca i ocasionalment amb el piculet de falca blanca (P. albosquamatus).